# ياسر السقاف
ياسر السقاف (بالإنجليزية: yasir alsaggaf)‏ (ولد يوم 14 يناير 1984) إعلامي وممثل سعودي، ومقدم برامجة تلفزيونية وإذاعية عربية في إذاعة ميكس إف إم وقناة MBC1 وقناة SBC، قدم برامج عدة مثل برنامج كافيين على إذاعة ميكس إف إم، وبرنامج بالعكس على قناة MBC1 وبرنامج خمس خواتم على قناة SBC، وشارك في قناة كيس عبر موقع تلفاز 11.

## الحياة المهنية

### التلفزيون
- قدم برنامج بالعكس في قناة MBC1، والبرنامج يتناول القضايا الاجتماعية من منظور علم النفس العكسي، وساهم في الكتابة والمونتاج بالبرنامج إضافة للتقديم.
- قدم برنامج بالمقلوب في قناة SBC، برنامج يهدف لتغير بعض التصرفات السلبية في المجتمع عن طريق عكس الأدوار في كل حلقة مما يخلق عالم جديد ومختلف لرؤية الأمور من زواية جديدة تساعد على إحداث التغيير، ويلعب الممثل الرئيسي في البرنامج دور صاحب المشكلة وذالك لتغيير المفاهيم السائدة في المجتمع.
- برنامج خمس خواتم في قناة SBC.
وهو برنامج مسابقة يتطلب ثقافة عامة وذاكرة بصرية قوية.
- قدم برنامج المسابقات (فالك طيب) عام 2022م على قناة MBC.

### الإذاعة
- قدم البرنامج الصباحي كافيين على اذاعة ميكس اف ام.

### اليوتيوب
- شارك في قناة تلفاز 11 عبر برنامج كيس اليوتيوبي.

### الأفلام
- شارك في فيلم بلال، ولعب ياسر دور الصحابي صهيب الرومي، مع الفنانين جمال سليمان وجهاد الأطرش وغيرهم.
- لعب دور البطولة في فيلم (أبطال) الذي عرض عام 2022م.

### التطبيقات
يقدم في تطبيق دورك.

## المؤهلات
- بكالوريوس هندسة كهربائية - تخصص طاقة.

## إنجازات
- صنف كأحد أفضل المقدمين على المسرح في السعودية بتقديمه لمئات الفعاليات الرسمية والثقافية والشبابية.
- ساهم في تأسيس شركة أبناء محمد السقاف للبيوت الذكية وهي إحدى الشركات الرائدة في بناء وتطوير البيوت الذكية في السعودية والخليج العربي كموزع رئيسي لشركة Leviton العالمية.
- شركة سي ام سي ايه السعودية وهي شركة سعودية ماليزية بالشراكة مع سي ام سي ايه الأم الرائدة في مجال برمجة القطارات والسكك الحديدية.[9]

## وصلات خارجية
- المذيع ياسر السقاف: أطمح لتقديم شيء هادف ولا أقلد أحمد شقيري
- ياسر السقاف من اذاعة mex fm
- ياسر السقاف - برنامج بالمقلوب
- برنامج خمس خواتم
- برنامج كافيين - تقديم ياسر السقاف
- الخطوط السعودية ياسر السقاف
- ياسر السقاف ضيف برنامج ساعة شباب
- ياسر السقاف: متى ماكانت الرسالة واضحة في الفيلم حتماً سيكون التأثير أكبر
- عضوان الأحمري وياسر السقاف للمواطن: منتدى مسك العالمي يثري الشباب السعودي
- أحد أبناء الإعلام الحديث.. ياسر السقاف